# Organización de la Juventud Socialdemócrata de Suecia
La Organización de la juventud social demócrata de Suecia (Sveriges Socialdemokratiska Ungdomsförbund, abreviada SSU), formada en 1917, es una organización de jóvenes asociada con el Partido Socialdemócrata Sueco y la Confederación de Sindicatos Suecos (LO). De acuerdo con cifras de la organización al final del año 2007, contaba con 4 300 miembros.